# Ernesto Bitetti
Ernesto Bitetti (Rosario, provincia de Santa Fe, 20 de julio de 1943) es un guitarrista considerado como uno de los más refinados de Argentina. Desde 1979 tiene nacionalidad española. Ha tocado junto a grandes orquestas de todo el mundo, incluyendo la de cámara en Inglaterra, Italia, Suiza, Praga, Múnich, Israel, y Zagreb, así como en las orquestas sinfónicas de Londres, Munich, Frankfurt, Suisse Romande, Madrid, Hamburgo, Liverpool, Saint Louis, Stuttgart, BBC, Jerusalén, Buenos Aires y otras.
Ha estrenado obras de Castelnuovo-Tedesco, de Joaquin Rodrigo, de Tomás Marco y de Antón García Abril. Además ha grabado para los sellos EMI internacional y Deutsche Grammophon. Compositores de la talla de Rodrigo, Torroba, Tedesco, Duarte, Abril, Gilardino Piazzolla, de los Ríos y Marco han escrito y dedicado piezas y conciertos para Ernesto Bitteti.
En 1989 creó y dirigió desde entonces la cátedra de guitarra en la «Jacobs School of Music» de la Universidad de Indiana en Estados Unidos.
En Rosario, su ciudad natal, es reconocido simpatizante del Club Atlético Newell's Old Boys.

## Discografía[1]
- Ernesto Bitetti: Grandes Compositores Españoles: Aranjuez (1967) with Orquesta de Conciertos de Madrid conducted by José Buenagu and Asturias and Mallorca by Albeniz orchestrated for guitar, strings and 2 flutes by Federico Moreno Torroba recorded with Radio TV Orchestra conducted by Enrique García Asensio) EMI 476 7142
- Ernesto Bitetti Albeniz y Falla. EMI Classics  7 64685 2
- Ernesto Bitetti Concertos: Castelnuovo Tedesco, Halffter, García Abril EMI Classics  7 64797 2
- Ernesto Bitetti Rodrigo: Concierto de Aranjuéz, Fantasía Para un Gentilhombre Philharmonia Orchestra EMI Classics 7243 5 69965 2 6
- Ernesto Bitetti Gaspar Sanz: Complete Works EMI Classics 5 66023 2  (2 CD)
- Ernesto Bitetti Vivaldi, Weiss, Bach Solistas de Zagreb EMI Classics 7 64682 2
- Ernesto Bitetti 4 Siglos de Música española EMI Classics 7 64684 2
- Ernesto Bitetti 4 Siglos de Música Italiana EMI Classics 7 64683 2
- Ernesto Bitetti La Guitarra española Albéniz, Buenagu, Falla, Granados, Moreno Torroba, Segovia, Tárrega, Turina EMI Classics  5 85987 2
- Ernesto Bitetti Antología de la Guitarra Clásica EMI Classics 7 64614 2  (2 CD)
- Ernesto Bitetti Páginas Célebres EMI Classics  7 67602 2
- Ernesto Bitetti Concierto Para la Guitarra Criolla: Waldo de los Ríos Y Obras de Albeniz, Moreno Torroba y García Abril EMI Classics  5 66930 2
- Ernesto Bitetti Una Guitarra, Dos Mundos Deutsche Grammophon 435 288-2.
- Otros con Placido Domingo, José Cura (Anhelo) and Ruggiero Ricci (Paganini).

## Premios y distinciones
- Spanish National Awards records de 1979 a 1985.
- Miembro de la Sociedad de Autores de Argentina y España de 1976 a 1988.
- Premio Konex - Diploma al Mérito: Instrumentista de cuerda punteada, 1999.